# Eduard Petitpierre i Vall
Eduard Petitpierre i Vall és un genetista i entomòleg dels Països Catalans, professor emèrit de la Universitat de les Illes Balears (UIB) des de maig 2010.
Ha dirigit el laboratori de genètica de la UIB i va destacar pels seus estudis –genètics i taxonòmics– sobre els coleòpters crisomèlids, un camp en el que és considerat una autoritat internacional. Com a genetista, es va inquietar sobre les implicacions de la clonació reproductiva.
Fa part d'un grup d'entomòlegs –Dolors Selga, Andrés de Haro, Jaume Gállego, Carme Bach, Enric Balcells i d'altres– que van començar a revifar l'entomologia a la fi dels anys cinquanta del segle xx, després d'un període d'ocàs en conseqüència de la Guerra Civil.
El 2016 va cedir la seva col·lecció d'entomologia general, que conté varis milers d'espècies de la península ibèrica i les Illes Balears al Museu Balear de Ciències Naturals.

## Publicacions destacades
Per una bibliografia més extensa vegeu: «Obra de Eduard Petitpierre i Vall» a Dialnet.
- «Catàleg dels coleòpters crisomèlids de Catalunya, III. Chrysomelinae i Galerucinae». Butlletí de la Institució Catalana d’Història Natural, 1988, pàg. 84.
- «Estudi faunistic i ecològic dels Coleopters Crisomelids de la Vall d'Aran». Butlletí de l'Institut Català d'Història Natural, 62, 1994, pàg. 77-108.
- «Aliments transgènics i consum. Elements per a una reflexió». Papers de Medi Ambient, 11-2000, pàg. 127-136.
- Petitpierre, Eduard; Sacarés, Antoni; Jurado-Rivera, José A. «Updated checklist of Balearic leaf beetles (Coleoptera: Chrysomelidae)». Zootaxa, 4272, 2, 29-05-2017, pàg. 151. DOI: 10.11646/zootaxa.4272.2.1. ISSN: 1175-5334.